# Orbis Terrarum

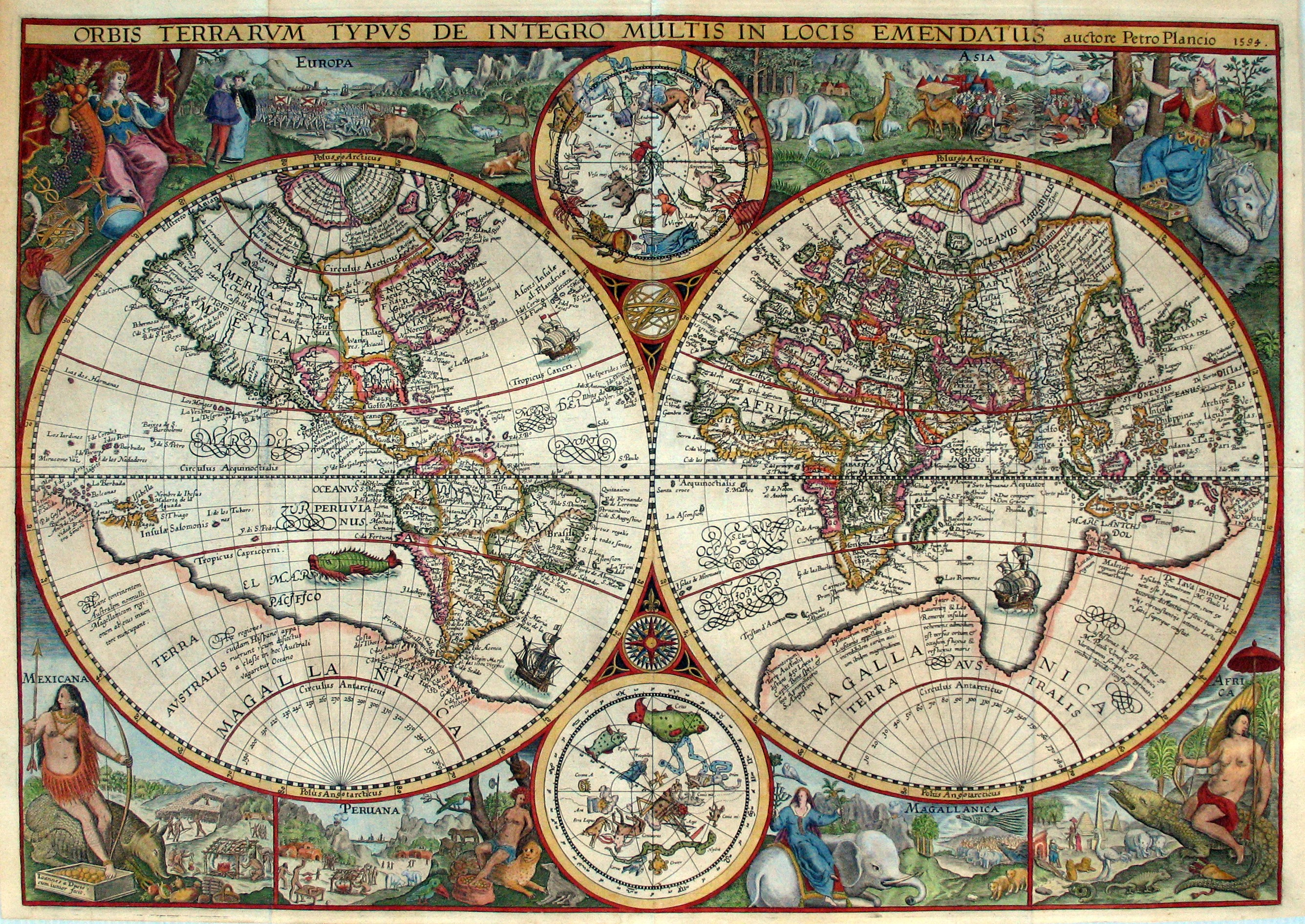
Orbis Terrarum

Orbis Terrarum Typus De Integro Multis In Locis Emendatus è una mappa del mondo realizzata nel 1594 da Petrus Plancius, geografo e cartografo olandese. La mappa è nota per essere la prima mappa stampata a includere figure allegoriche decorative sui bordi dei due emisferi, un elemento che sarebbe diventato uno standard nelle mappe mondiali per oltre un secolo. L'incisione fu realizzata dal maestro olandese Jan van Doetecum e pubblicata ad Amsterdam nel 1594.
L'Orbis Terrarum Typus di Petrus Plancius è una mappa di grande importanza storica, artistica e geografica. Rappresenta un momento cruciale nella storia della cartografia e riflette l'orientamento eurocentrico del periodo, pur facendo avanzare la conoscenza geografica, in particolare riguardo all'Artico, all'Asia e al Pacifico. La sua combinazione di decorazione artistica e innovazioni cartografiche ha lasciato un'impronta duratura nel panorama della cartografia rinascimentale e successiva.

## Descrizione
La mappa rappresenta il mondo in una proiezione a doppio emisfero (est e ovest) con bordi riccamente decorati. Le zone circostanti i due emisferi sono abbellite con scene allegoriche che ritraggono le principali regioni geografiche dell'epoca, come Europa, Asia, Africa e le Americhe. Le figure allegoriche sono generalmente donne che simboleggiano le caratteristiche attribuite alle rispettive regioni da una prospettiva eurocentrica. Accanto a queste figure sono raffigurati paesaggi, flora, fauna e scene di vita quotidiana.

## Allegoria delle regioni
- Europa è rappresentata come una regina con uno scettro e la corona, simboli della sua superiorità civile, accompagnata da oggetti che rimandano alla cultura, alla filosofia naturale e alla guerra. La scena alle sue spalle raffigura una battaglia tra forze terrestri e navali, con una rappresentazione di una campagna pastorale[2].
- Asia è vestita con ricchi abiti d'oro e montata su un rinoceronte. La figura tiene un incensiere e una pianta e osserva una scena di battaglia a cavallo, mentre sullo sfondo si trovano animali esotici come giraffe, cammelli ed elefanti[2].
- Africa, al contrario, è rappresentata in maniera più povera, con un abbigliamento semplice e una postura su un coccodrillo, circondata da animali selvatici. La scena sullo sfondo mostra la civiltà rappresentata solo tramite piramidi e tombe, un riflesso delle concezioni eurocentriche dell'epoca[2].
- Magallanica, una regione ipotetica nell'emisfero sud, è rappresentata come una figura femminile in abiti europei, seduta su un elefante, con un vulcano in eruzione sullo sfondo e una scena di caccia[2].
- Peruana e Mexicana sono rappresentate in un contesto di guerra e risorse, simbolizzando le civiltà precolombiane percepite come primitive. La figura della Peruana è seduta su un giaguaro e circondata da animali esotici, mentre la Mexicana è raffigurata mentre compie rituali di cannibalismo[2].

## Innovazioni cartografiche
Oltre agli elementi decorativi, la mappa di Plancius è significativa dal punto di vista geografico. È una delle prime mappe a rappresentare la penisola coreana come tale e non come un'isola, un miglioramento derivante dai contatti di Plancius con mercanti e navigatori. Inoltre, per la prima volta, Giappone è mostrato secondo l'outline di Luíz Teixeira, un cartografo portoghese.
Un'altra innovazione importante è l'accurata rappresentazione delle esplorazioni artiche. Plancius era un sostenitore della ricerca di un passaggio a nord-ovest e la sua mappa rappresenta Novaya Zemlya come un'isola, suggerendo la possibilità di un passaggio navigabile nel circolo polare artico. La mappa include anche riferimenti alle esplorazioni di Willem Barentsz, che cercavano di attraversare la regione nel tentativo di raggiungere il passaggio a nord-ovest.

## Importanza storica e artistica
Dal punto di vista artistico, questa mappa rappresenta un passo avanti nella cartografia decorativa. L'inclusione di bordi riccamente ornati da figure allegoriche fu influenzata dal lavoro di Theodore de Bry, il cui stile decorativo divenne un modello per altre mappe mondiali nel secolo successivo. Le figure allegoriche divennero anche un motivo ricorrente nelle mappe del XVII, XVIII e XIX secolo, rappresentando le varie regioni del mondo come civilizzazioni gerarchicamente ordinate, con l'Europa al vertice.

## Rarità
Le mappe di Plancius sono relativamente rare sul mercato, in quanto non furono mai ripubblicate in formato atlante. Tuttavia, esistono diverse copie di questa mappa che furono ristampate nel "Itinerarium" di Linschoten durante il XVII secolo. Alcune copie, come quelle conservate presso istituzioni prestigiose come Princeton, Yale e la Bibliothèque Nationale di Parigi, sono particolarmente preziose, soprattutto quando presentano i colori originali.